# Gastrodiscoides hominis
Genre
Espèce
Synonymes
- Amphistoma hominis Lewis & McConnell, 1876 (protonyme)

Gastrodiscoides hominis est une petite douve du singe et du porc qui se fixe sur la paroi du gros intestin de l'homme, donnant la distomatose intestinale indienne.

## Répartition géographique et importance
C'est un parasite surtout répandu en Inde, mais qui donne généralement des affections bénignes, bien qu'il touche, dans certains foyers, plus de 40 % de la population.

## Morphologie
L'adulte, long d'à peine 7 à 8 mm, présente un cône antérieur étroit suivi d'un disque élargi muni d'une énorme ventouse ventrale postérieure.

## Biologie
Fixé sur la muqueuse de cæcum et du côlon ascendant, il pond des œufs très gros, ovales, operculés, de 150 sur 70 microns, qui s'éliminent avec les selles.

## Clinique
Cette douve a une action pathogène très nette sur la muqueuse du gros intestin, entraînant œdème, congestion, petites érosions ; lorsque les infestations sont massives, ce qui est assez rare, le tableau clinique comprend une première période de diarrhée muqueuse intermittente, puis une phase de diarrhée séro-muqueuse continue, abondante, suivie de déshydratation, aboutissant parfois à la cachexie et à la mort.

## Diagnostic
Il se fera par découverte des œufs caractéristiques dans les selles ou des adultes expulsés par un lavement salé hypertonique et savonneux.

## Traitement
Le tétrachloroéthylène ou le niclosamide sont indiqués, mais peuvent être associés avec profit à des lavements savonneux administrés à la sonde qui éliminent beaucoup de vers.